# تلمود
التَّلْمُودُ (بالعبرية: תַּלְמוּד) هو النص المركزي لليهودية الحاخامية والمصدر الأوّل للشريعة الدينية اليهودية (الهالاخاه) واللاهوت اليهودي. قبل مجيء الحداثة، كان التلمود هو الكتاب المحوري للحياة الثقافية في كل المجتمعات اليهودية، وكان مؤسّسًا «لكل الفكر والأمل اليهودي»، و«هاديًا في الحياة اليومية» لليهود.
يشير مصطلح «التلمود» إذا أُطلق إلى مجموعة من الكتابات تسمّى التلمود البابلي، ولكن مجموعة أقدم من الكتابات كانت تعرف باسم التلمود المقدسي (أو الأورشليمي). قد يسمّى أيضًا تقليديًّا شاس , وهو اختصار عبري لكلمة شيشا سداريم، أو «الأوامر الستة» للمشناة.
للتلمود مكوّنان: المشناة (משנה، كُتبت نحو عام 200 للميلاد)، وهي خلاصة للتوراة الشفهية عند اليهودية الحاخامية، والجمارة (גמרא  كُتبت نحو عام 500 للميلاد)، وهي توضيح للمشناة والكتابات التانيمية الأخرى التي تناقش مواضيع أخرى وتفسّر الكتاب العبري تفسيرًا واسعًا. قد تدلّ كلمة «التلمود» على الجمارة وحدها، أو على المشناة والجمارة معًا.
يتألّف التلمود كلّه من 63 مقالة، وفي الطبعة النظامية، المسمّاة فيلنا شاس، 2,711 ورقة ذات وجهين. النص مكتوب بالعبرية المشنوية والآرامية البابلية اليهودية، وفيه تعاليم آلاف الحاخامات وآراؤهم (يعود بعضهم إلى ما قبل الفترة الشائعة إلى القرن الخامس) في مواضيع شتى، منها الشريعة والأخلاق اليهودية والفلسفة والأعراف والتاريخ والفلكلور ومواضيع كثيرة أخرى. التلمود أساس كل الهيئات في الشريعة اليهودية ويُستدَلّ بنصوصه كثيرا في أدبيات الحاخامات.

## تاريخ
في الأصل، كان العلم اليهودي شفهيًّا ينتقل من جيل إلى جيل. فسّر الحاخامات التوراة وناقشوها (التوراة المكتوبة في الكتاب المقدس) وناقشوا التنخ من دون الاستفادة من نصوص مكتوبة (إلا أسفار الكتاب المقدس نفسها)، ولكن بعضهم كتب أوراقًا خاصّة، لأحكام القضاء مثلًا. تغيّر هذا الوضع تغيّرًا كبيرًا، نتيجة تدمير الدولة اليهودية والهيكل الثاني في عام 70، ثم نشوء الفوضى في الأنماط اليهودية الاجتماعية والقانونية. كان على الحاخامات أن يواجهوا الواقع الجديد —يهودية من دون هيكل (كان مركز التعليم والدراسة، وأرض اليهود من دون استقلال جزئي أو كلي— فكانت الجدالات القانونية مضطربة ولم يمكن الحفاظ على نظام العلم الشفهي القديم. في هذه الفترة بدأ تدوين النقاشات الحاخامية في الكتب.
أقدم مخطوطة كاملة للتلمود، تسمّى باسم تلمود ميونخ، تعود إلى عام 1342 وهي متاحة على الإنترنت.

## البابلي والمقدسي
إن إنشاء «الجمارة» كان في أكبر مركزين للدراسة اليهودية، الجليل وبابل. لذلك، تطور كتابان تحليليان، تلمودان. أقدمهما التلمود المقدسي أو الأورشليمي. كُتب في القرن الرابع في الجليل. أما التلمود البابلي كتب في نحو عام 500، وعُدّل بعد ذلك باستمرار. إذا استعملت كلمة «تلمود» من دون تخصيص، فالمقصود التلمود البابلي.
ومع أن كُتّاب كل تلمود من التلمودين يشيرون إلى المجتمع الآخَر، فإن معظم الباحثين يعتقدون أن هذين النصين كُتب كل واحد منهما على حدة مستقلًّا، يقول لويس جاكوبس: «إذا كان عند كُتّاب أحد الكتابين وصول إلى الآخر، فلا يُعقَل ألّا يشيروا إلى ذلك. هنا حجّة الصمت مقنعة جدًّا».

## التلمود المقدسي
تلمود أورشليم، ويعرف أيضًا باسم التلمود الفلسطيني، أو تلمود أرض إسرائيل، هو واحد من النصين اليهوديين الدينيين، ويشمل تعاليم دينية وتفسيرات انتقلت شفهيًّا قرونًا قبل أن يكتبه العلماء اليهود في أرض إسرائيل. وهو كتابة لتعالم مدارس طبريّة وصفّوريّة وقيصرية. معظم النص مكتوب بالآرامية الفلسطينية اليهودية، وهي لغة آرامية غربية تختلف عن نظيرتها البابلية.
هذا التلمود ملخّص لتحليل المشناة الذي تطوّر على مرّ 200 عام في مدارس الجليل (لا سيما في طبرية وقيصرية). بسبب مكان هذه المدارس، كرّس شيوخها اهتمامًا كبيرًا لتحليل أحكام الزراعة في أرض إسرائيل. تقليديًّا، يُعتقَد أن هذا التلمود نقّحه عام 350 الحاخام مونا والحاخام يوسي في أرض إسرائيل. يُعرَف هذا التلمود تقليديًّا باسم تلمود ييروشليمي (التلمود الأورشليمي)، ولكن الاسم مغلوط لأن النص لم يكتب في القدس. سُمّي أيضًا تسمية أدقّ: «تلمود أرض إسرائيل».
   العين والقلب هم أصل الجريمة.
   —  إسحاق بن إلعازار، التلمود المقدسي (بيراخوت 1:5)
كان التنقيح الأخير لهذا النص غالبًا في نهاية القرن الرابع، ولكن الباحثين الأفراد الذين جاؤوا به إلى صيغته الحاضرة لا يمكن أن يُنظر إليهم بعين الثقة. في هذا الوقت كانت المسيحية قد أصبحت دين الدولة في الإمبراطورية الرومانية وأصبحت القدس مدينة المسيحية المقدسة. في عام 325، قال قسطنطين الأكبر، أول إمبراطور مسيحي: «فلنخالف الجمهور اليهودي إذن في كل شيء فلا نشاركه في شيء». جعلت هذه السياسة اليهودي منبوذًا عائلًأ. لذا لم يستطع كتّاب التلمود المقدسي إنتاج عمل بالجودة التي أرادوها، لقلّة الوقت. النص ناقص وضوحًا وصعب القراءة.
رُبط الانقطاع الظاهر للعمل على التلمود المقدسي في القرن الخامس بقرارات ثيوديسيوس الثاني عام 425، إذ أمر باضطهاد البطريركية وبإنهاء شعيرة السميخة، وهي الترسيم اليهودي. شكّك بعض الباحثين المحدثين بهذا الربط.
   كما صنعت الحكمة تاجًا لرأس صاحبها، صنع التواضع تربة لقدمه.
   —  إسحاق بن إلعازار، التلمود المقدسي (شابات 8b)
وعلى رغم حاله الناقصة، ظلّ التلمود المقدسي مصدرًا لا غنى عنه لمعرفة تطور الشريعة اليهودية في الأرض المقدسة. وكان أيضًا مصدرًا أساسيًّا لدراسة التلمود البابلي في مدرسة القيروان، مدرسة حنانيل بن حوشيل ونسيم بن يعقوب، وكان استنتاجهما أن الآراء القائمة على التلمود المقدسي وجدت طريقها إلى كتب موسى بن ميمون توسافوت ومشناه توراه. الأقوال الأخلاقية في التلمود المقدسي مبعثرة ومشتتة في النقاشات الشرعية في رسائل كثيرة، وكثير منها مختلف عن الذي في التلمود البابلي 
بعد تأسيس دولة إسرائيل الحديثة، وُجد بعض الاهتمام في استعادة تقاليد أرض إسرائيل. على سبيل المثال، أصدر الحاخام ديفيد بار هايم من معهد ماهون شيلو رسالة يتدبّر فيها ممارسة أرض إسرائيل الموجودة في التلمود المقدسي ومصادر أخرى.

### التلمود البابلي
التلمود البابلي مؤلف من وثائق كُتبت في العصور القديمة المتأخرة (من القرن الثالث إلى القرن السادس). في هذه الفترة، كانت أهم المراكز اليهودية في بلاد النهرين، التي تسمّى «البابلية» في المصادر اليهودية، ثم عُرفت باسم العراق، هي: نهردية، ونصيبين، وماهوزا (المدائن، جنوب بغداد)، وبمبديتا (قرب محافظة الأنبار اليوم) ومدرسة سورا، الراجح أنها كانت على بعد 60 كم جنوب بغداد.
يشمل التلمود البابلي المشناة والجمارة البابلية، وهذه الأخيرة تجميع لأكثر من 300 عام من التحليل للمشناة في المدارس التلمودية في بابل. وضع أصول عملية التفسير هذه آبا أريخا، وهو تلميذ يهوذا الناسئ. ينسب التراث كتابة التلمود البابلي الذي بين أيدينا اليوم إلى شيخين بابليين، الحاخام آشي ورافينا الثاني. كان آشي رئيس أكاديمية سورا في 375–427. بدأ العمل آشي وأنهاه رافينا، الذي يعتبر في التراث أول مفسّر أموريّ. يقول التقليديون كذلك إن موت رافينا عام 475 هو آخر وقت محتمل لتنقيح التلمود. ولكن، حتّى في الرأي التقليدي الأشدّ، بعض الفقرات تنسَب إلى مجموعة من الحاخامات أضافوا إلى التلمود بعد نهاية الفترة الأمورية، يعرفون باسم سافورائيم أو رابانان (أي المفكّرون أو المتدبّرون).

## التأصيل
كلمة تلموذ بالذال المعجمة في اللغة العبرية مشتقة من المصدر لاموذ وهو مصدر الفعل الثلاثي المعروف باسم (قال)، مشتقاته من الثلاثي اسم الفاعل لومذ أي متعلم يلمذ بكسر أوله وسكون ثانيه وفتح ثالثه ومعناه يتعلم والفعل الرباعي لمذ بكسر اللام والميم المشددة ومعناه عَلّم من التعليم ومضارعه يلمّذْ واسم الفاعل مِلَمّذْ فهو تفعول بزيادة التاء والواو ومعناه هو التعليم. الذال المعجمة لا وجود لها في اللغة العبرية أصالة وإنما توجد الدال المهملة ويعرض لها الإعجام إذا جاءت بعد حركة ممدودة أو غير ممدودة أو سكون ناقص. ومشتقاته مادة ل م د في اللغة العبرية كثيرة، وأما في اللغة العربية التي هي أصلها على الصحيح وقيل هي أختها الكبرى والأصل ضائع فلم يُستعمل من هذه المادة إلا تلميذ.

#### المعجزات بالتلمود
ورد في الكتاب المقدس العبري (التناخ) في الأدب اليهودي اللاحق المدراش (Midrash) والتلمود قصة تكسير إبراهيم للأصنام ونجاته من إحراق النمرود ملك بابل له في النار. فيروي المدراش أن «إبراهيم، وكان صغيرًا في بيت أبيه تارح، وكان والده صانع أصنام، فقام إبراهيم بتكسير جميع الأصنام في الدكان، وترك الفأس في يد أكبر صنم. فلما جاء أبوه وسأله عما جرى، قال له إبراهيم: الصنم الكبير ضرب باقي الأصنام. فأجابه والده: "وكيف تصدق هذا؟! إنها لا تتكلم ولا تتحرك!" فقال له إبراهيم: "فلماذا إذن تعبدها؟!"»
ويروي مدراش بريشيت ربا أن «الملك نمرود طلب من إبراهيم عبادة النار، فرفض. فأمر نمرود بإلقائه في النار. فنجا إبراهيم بمعجزة، وخرج منها سالمًا. وقيل إن الله أرسل الملاك جبرائيل ليحفظه». وذُكر في التلمود البابلي أن "أور الكلدانيين" (Ur Kasdim) حيث وُلد إبراهيم، تشير إلى أنه أُلقِي في النار ونجا منها بفضل معجزة من الله.
ذُكر في نصوص الأدب اليهودي القديم – خصوصًا في الأدب الربّاني مثل التلمود والمدراش – روايات عن النبي سليمان (شِلومو بالعبرية) وقدرته على السيطرة على الجن (שֵׁדִים) والطير والأرواح والأسود والنسور. ولكن يجب التوضيح أن أغلب هذه الروايات ليست في "التلمود" بحد ذاته فقط، بل منتشرة أيضًا في ما يُعرف بالأدب اللاحق مثل מדרש רבה (مدراش ربا)، ספר האגדה (سفر الأغاداه)، תלמוד בבלי (التلمود البابلي)، وبعض كتب الكبالاه والسحر اليهودي مثل ספר הרזים (سفر هرازيم) يذكر أن سليمان كان يعرف لغة الطيور، وكان يتحكم في الشياطين ويستخدمهم لبناء الهيكل.
ويرد أن سليمان دعا الطيور والشياطين وكل أنواع الحيوانات لحضور حفل زفافه، ويُشار إلى أنه كانت لديه قدرة خارقة على التحكم بهذه الكائنات. تُذكر قصة مشهورة أن سليمان استخدم خاتمه السحري (חָתַם שֶׁל שְׁלֹמֹה) المنقوش باسم الله، لفرض سلطته على الجن. ويتم سرد حكايات عن كيف استدعى سليمان ملوك الجن واستخدمهم لبناء الهيكل.

## البناء والوظيفة

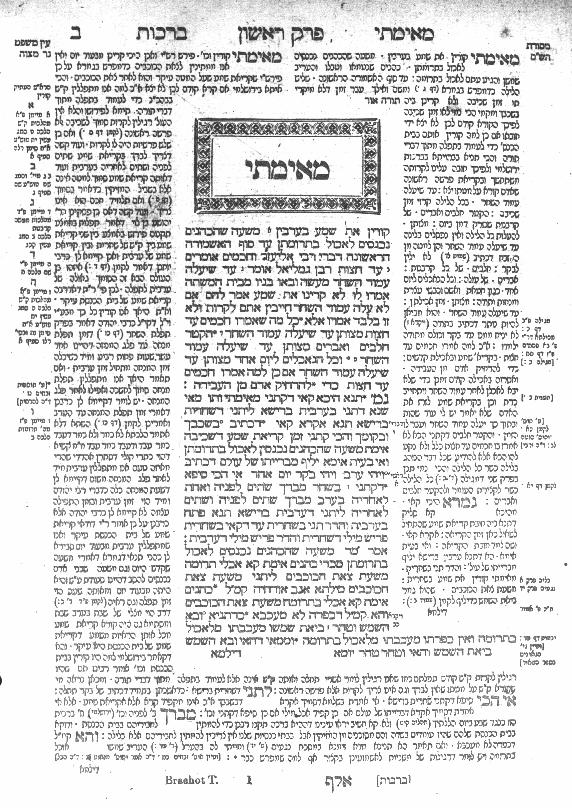
الصفحة الأولى من التلمود

تعتقد اليهودية الأرثوذكسية بأن كتب التناخ نقلت بشكل متطابق من التقليد الشفوي المتواتر. وهكذا فإن التوراة هي الشريعة المكتوبة أما الشريعة الشفوية فوظيفتها التعامل مع تطبيقات وتطويرات معاني المكتوبة. التلمود إذا وبشكل نهائي يؤلف الإنشاء المكتوب والموثوق لهذا التقليد وبهذا يكون التلمود العامل والمؤثر الرئيسي في الإيمان والمعتقد اليهودي. وعلاوة على ذلك بالرغم من انه ليس شريعة قانونية رسمية. فهو القاعدة الأساسية لجميع التشريعات القانونية اليهودية اللاحقة. وهكذا نراه يتابع بذل الجهد كمؤثر رئيسي في الهالاخا הלכה Halakha والممارسات الدينية اليهودية. فالتلمود هو تنظيم محتوى الحكمة بين الوصية والتطبيق.

## مباحث التلمود
يتألف التلمود من ستة مباحث (سداريم، مفردها سِدِر أي سِلك)، وكل واحد من هذه المباحث يتألف من 7 إلى 12 مقالة تُدعى مسيخوت (مفردها مسيخت):
1. سِدِر زِراعيم (البذور) 11 مسيخت: وهو يبحث في الصلوات والعبادات، ثم الأعشار والتشريعات الزراعيّة.
2. سدر مُوعيد (الفصول) 12 مسيخت: يختص بالأعياد عند اليهود وأحكام يوم شبّات والتقاليد الخاصة به.
3. سدر نشيم (النساء) 7 مسخيت: يختص بقوانين الزواج والطلاق وحلف اليمين والنذور والوصايا
4. سدر نزيقين (الأضرار) 10 مسخيت: يشتمل على التشريع المدني والجزائي، وطريقة عمل المحاكم وتحليف الأيمان.
5. سدر قداشيم (المقدسات) 11 مسيخت: يبحث شعائر التضحية والهيكل وأحكام الصوم
6. سدر طهروت (الطهارة) 12 مسيخت: يختص بأحكام الطهارة الشعائرية [36]

## الميشناه والجمارا
تلمو هاناسي/يهوذا الأمير وعرفت باسم الميشناه عام 200 م، وقد دونت التقاليد الشفوية لكي تحفظ من الضياع بعدما بات وجود اليهود وتعاليمهم موضع تهديد في فلسطين.
حاخامات الميشناه عرفوا باسم تانايم Tannaim / مفردها تانا Tanna תנא /، وهناك تعاليم عديدة في الميشناه تنسب إلى اسم تانا معين.
في القرون الثلاثة اللاحقة خضعت الميشناه للتحليل والدراسة في كل من فلسطين وبابل (أكثر أماكن تواجد اليهود في العالم في ذلك الزمان) ذلك التحليل والدرس عرف باسم الجمارا Gemara גמרא، وحاخامات الجيمارا عرفوا باسم أمورايم Amoraim بمعنى «تراجمة» مفردها أمورا Amora אמורא، تحليلات الأمورايم بشكل عام تركز على إيضاح مواقف وكلمات ورؤى التانايم.
الميشناه والجمارا كما ذكر سابقا يشكلان سوية التلمود، وبهذا الشكل يكون التلمود اتحاد جوهر النص الميشناه (أو التدوين من الفعل شاناه shanah שנה يعيد وينقح) والتحليل والتفسير التالي له وهو الجمارا (أو الإكمال من الفعل كامار gamar גמר بالعبرية وبالآرامية الدراس).

## معرض صور

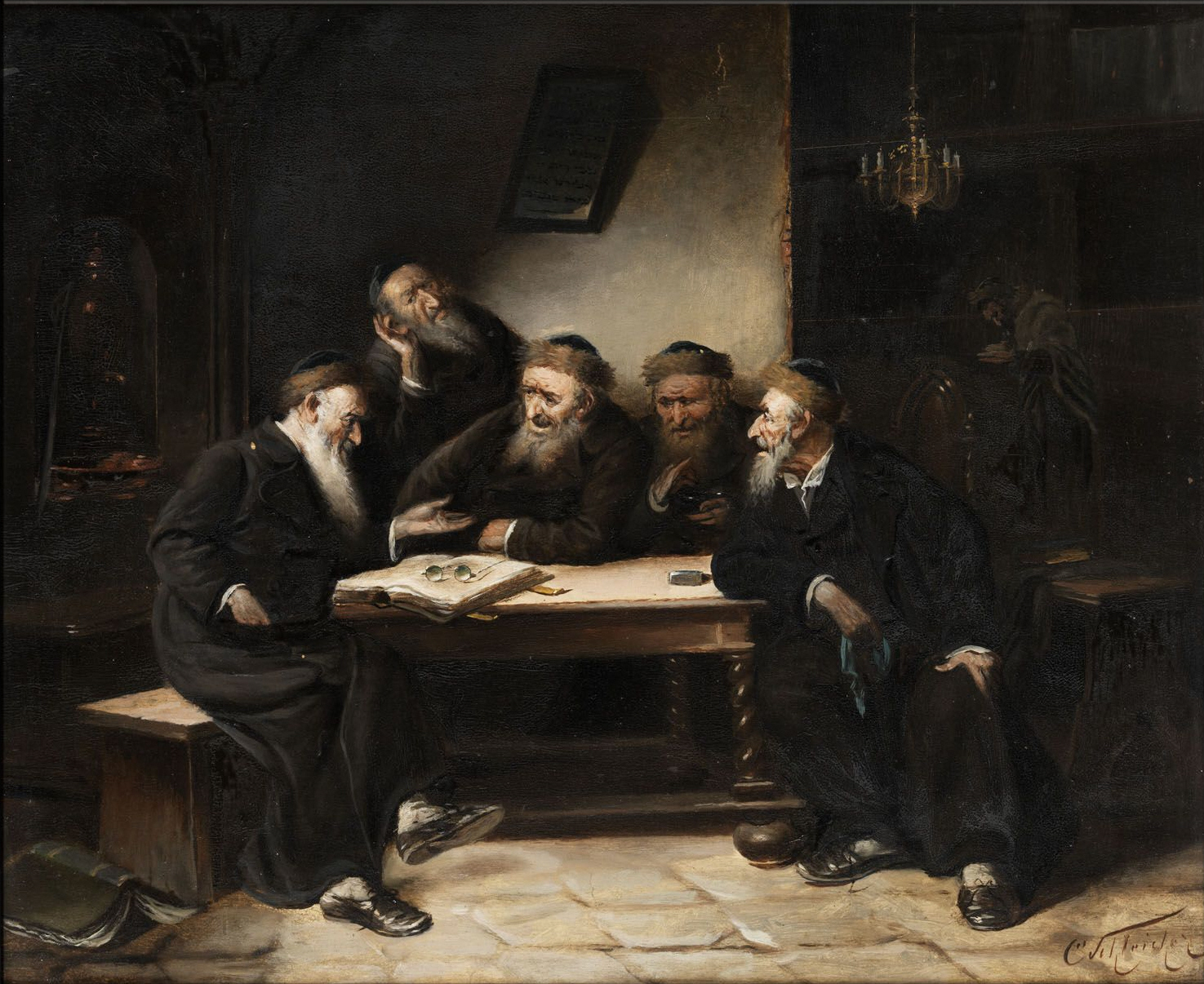
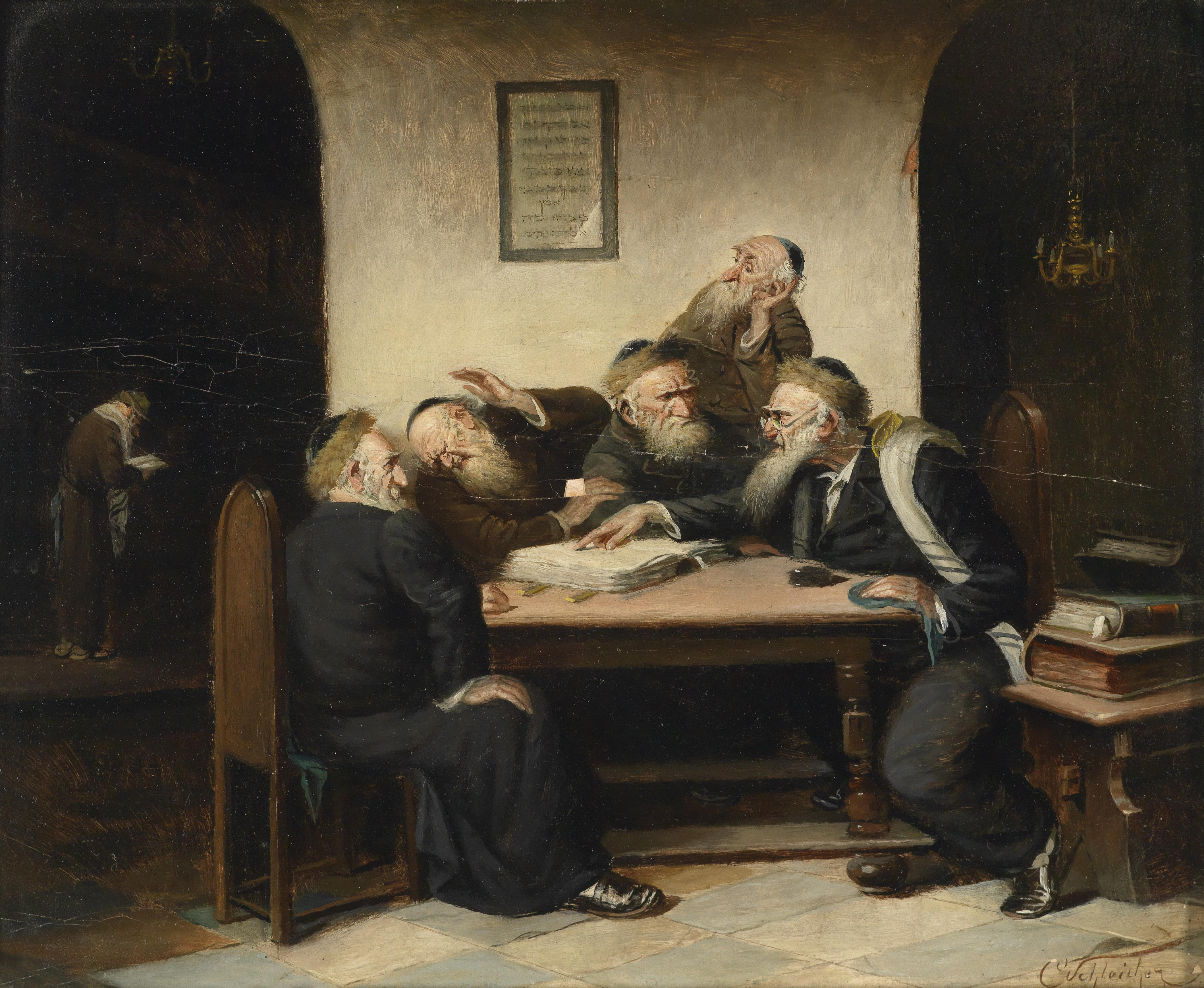
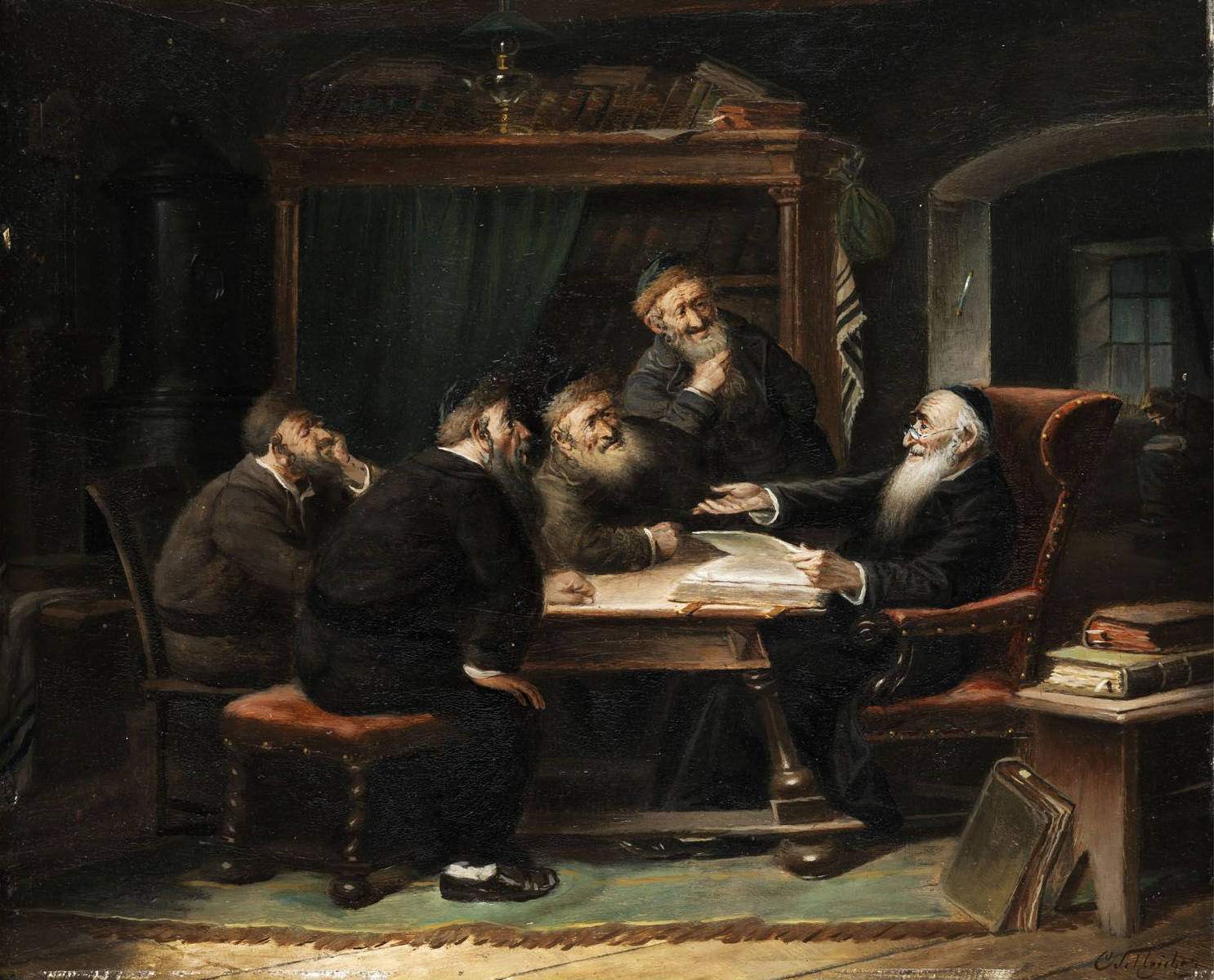
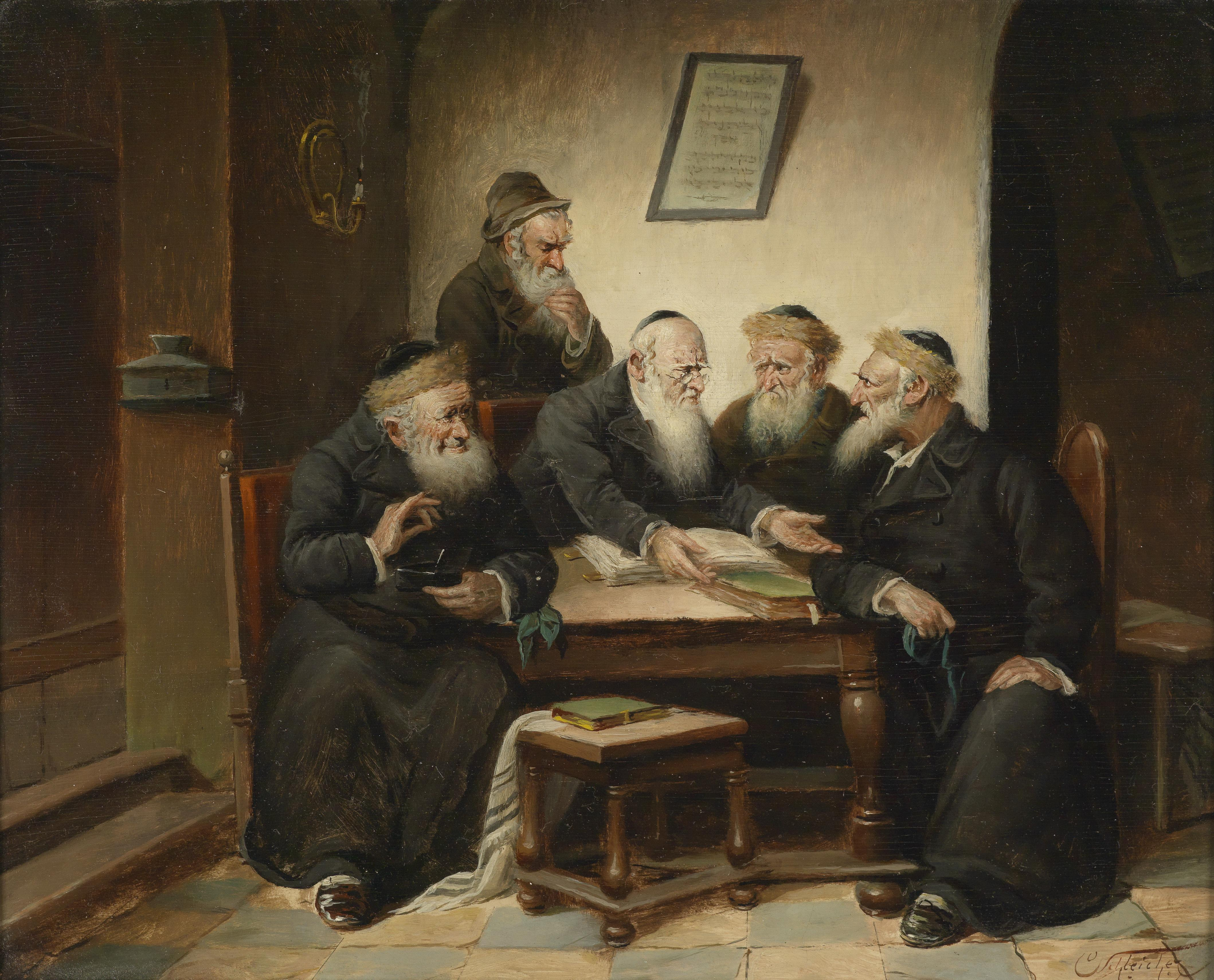

## وصلات خارجية
- مركز دراسات أردني ينجز أول ترجمة عربية للتلمود البابلي